# 封禅国山碑

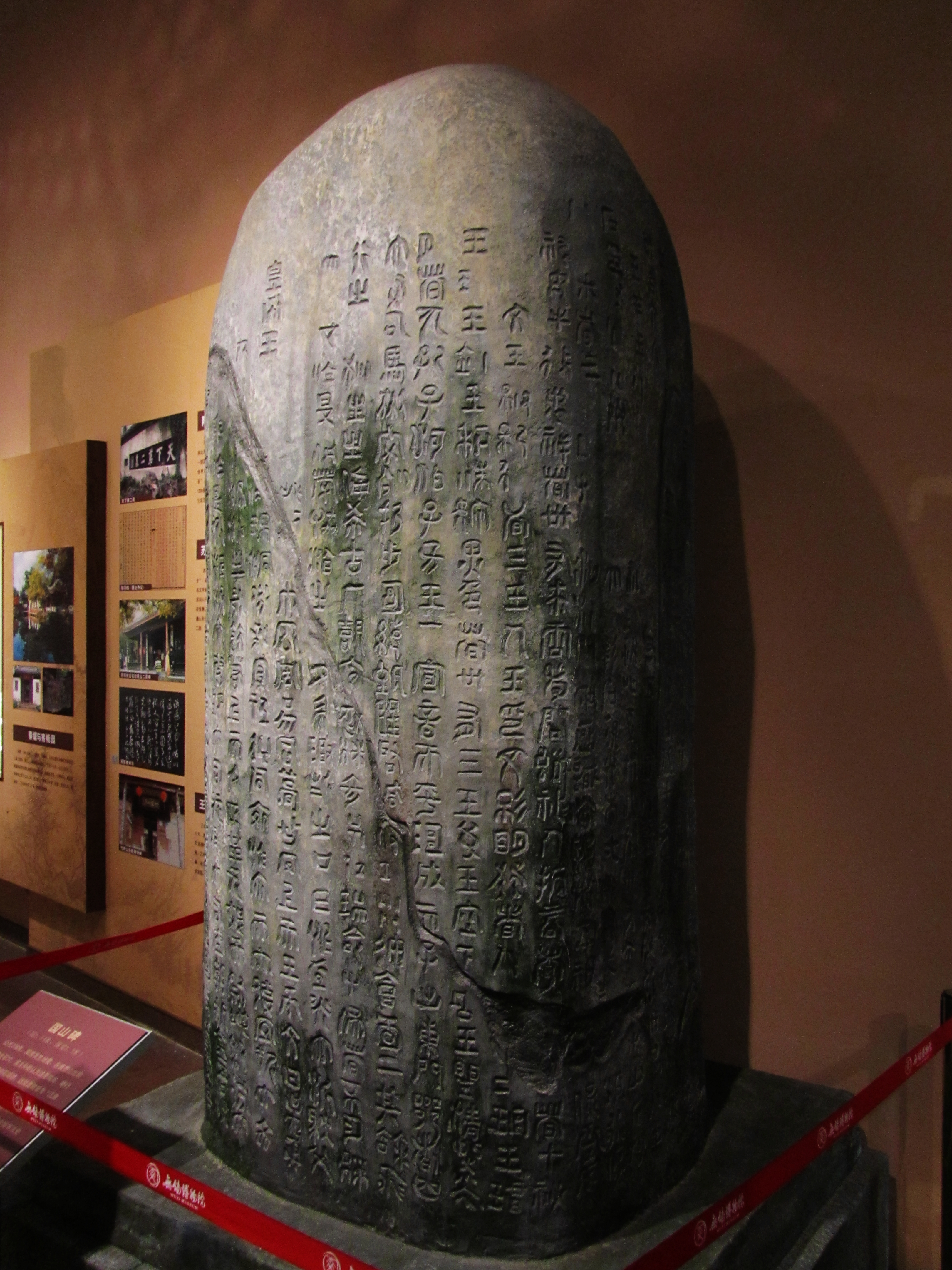
封禅国山碑

封禅国山碑（ほうぜんこくざんひ）は、中国三国時代の呉において、天璽元年（276年）に建てられた顕彰碑。研究者によっては「禅国山碑」と呼ぶ場合もある（後述）。同年に建てられた天発神讖碑と設立事情を同じくし、両碑は兄弟関係にあたる。
極めて特殊な独自の書風と内容を持った碑として知られている。また呉の最後の皇帝の孫晧の失政を後世に伝える史料でもある。
魏の碑が大半を占める三国時代にあって、貴重な他国の書跡である。現在は江蘇省宜興市の国山に原石が残されており、廟が設けられ厳重に保管されている。

## 建碑の事情

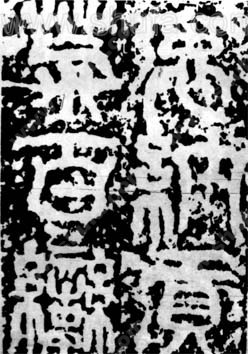
封禅国山碑の拓影

建造時期は三国時代ではあるが、既に蜀と魏は滅亡し、魏から禅譲を受けた西晋と、その勢力に圧迫される呉の二国が向き合う状態であった。
呉の第4代皇帝である孫晧は臣下の粛清や無理な遷都を行って国力を疲弊させ、さらにこの頃には現実逃避して神秘思想にふけるようになった。これに周囲の奸臣が追従し、次々と国内で瑞兆が見つかったという怪しげな報告をもたらすようになる。これに踊らされた孫晧は恩赦や改元を繰り返し、いつしか「呉が天下を統一する」という幻想を抱くようになった。
建碑の発端は正史『三国志』などによれば、前年の天冊元年（275年）、地元の言い伝えで流れが止まれば天下が乱れ、復活すれば平和になると言われていた臨平湖の水流が復活したこと、また臨平湖のそばで、ある人が「呉真皇帝」と刻まれた小石を拾ったという報告を、孫晧が「呉が天下を統一して平和をもたらし、自分が真の皇帝になるという天のお告げである」と解釈したことによる。
これにより孫晧は大赦と改元を行い、さらに「呉の皇帝こそ真の皇帝」という「お告げ」に従うために、現在の江蘇省にある陽羡山という山に臣下の董朝や周処を派遣し封禅の儀を行った。本来、封禅は天下を統一した帝王が行うものだが、孫晧はこれを行った上、記念として山名を「国山」と改称し碑を建てた。これが封禅国山碑である。なおこれとほぼ同時期に同じく瑞兆を記した天発神讖碑が建てられている。
しかし4年後の天紀4年（280年）に西晋軍によって攻め落とされて呉は滅亡した。

## 碑文と書風

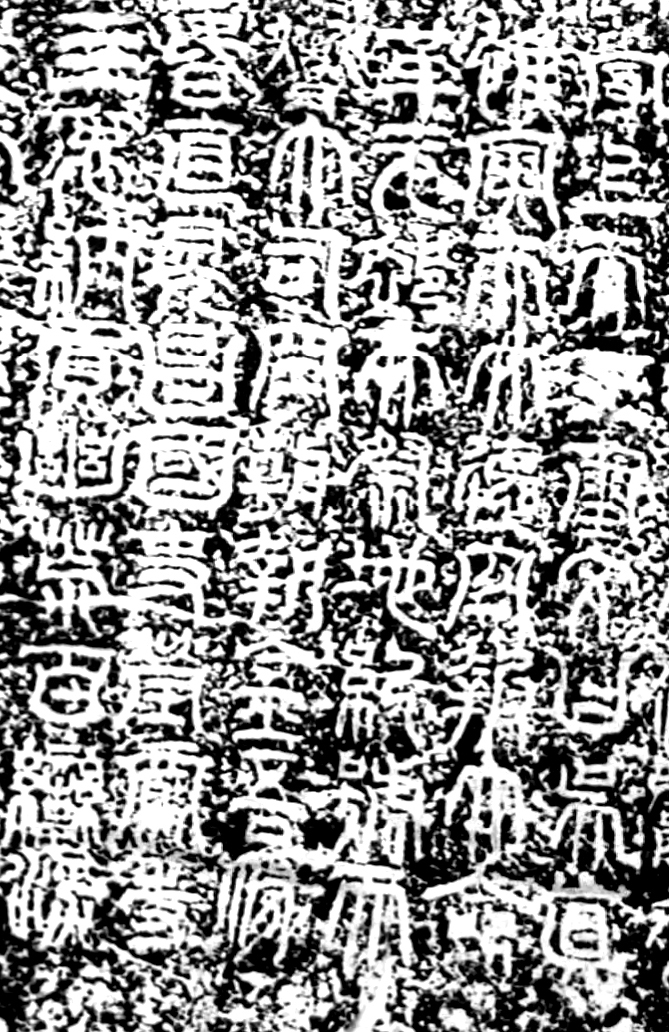
封禅国山碑の本文下部左辺。書風も含め、比較的摩滅が少なく綺麗に読み取れる部分。

碑文は篆書による。篆書を用いたのは、篆書の持つ権威性や神秘性が、神と意思を通わせる神聖な儀式である封禅を記念するのにふさわしいと判断してのことと考えられ、この点でも天発神讖碑に通ずるものがある。
楕円形の石のほぼ全面に刻まれており、向かって斜め右後ろから時計回りに回って斜め左後ろ（方角で示せば北東から時計回りで北西）に終わるようになっている。1行25字、行数は全部で43行ある。最初の部分を中心に摩滅が激しい上に全体的に石の痛みが目立つが、ほぼ全文解読が可能である。
内容は呉の徳を讃美するとともに、この封禅の元となった3つの瑞兆について記しており、極めて神秘色の強い文章となっている。なお一部の記述については歴史書と食い違う部分もある。
書風は冒頭にも記した通り極めて特殊である。篆書ではあるが異様に線が太く、非常に肥厚してもちもちとした印象を与える字となっている。また字同士が非常に近接しており、生理的な圧迫感と威圧感を持っている。筆法からして「篆書」とは呼びがたいほどにかけ離れた天発神讖碑ほどではないが、それでも実際の篆書の書法とはかなり異なっている。
書者は呉の書家の蘇建と言われ、おおむね同意を得ている。

## 碑名について
封禅国山碑は「禅国山碑」と呼ばれることもある。これは碑文と歴史書『三国志』呉志 との食い違いから生じたもので、碑文では「まず禅礼を行うべし」「国山の陰において告祭刊石す」とあるのに対し、『三国志』呉志 では「国山に封禅す」とあることから、前者の「禅礼」を尊重する場合は「禅国山碑」、後者の「封禅」を尊重する場合は「封禅国山碑」となるためである。
この碑名の問題については議論が交わされているが、結論は出ていない。現在では「封禅国山碑」が一般的であるが、「禅国山碑」と書かれる場合も稀にある。

## 研究と評価
碑自体は古くから知られていたが、研究は清代の篆書研究に伴って盛んになり、多くは天発神讖碑と組で取り上げられている。特に張騫による『国山碑考』は、同碑について詳細に記した研究書として知られる。
しかし、書跡としての評価は「秦代の篆書には到底及ばない」と芳しいものではない。あくまで三国時代の数少ない書跡というところで尊重・評価されている面が強く、臨書されることも少ない。